# Ljuse göl
Ljuse göl är en sjö i Vetlanda kommun i Småland och ingår i Emåns huvudavrinningsområde. Sjön är 9,6 meter djup, har en yta på 0,041 kvadratkilometer och befinner sig 204 meter över havet.